# 西村丹治郎

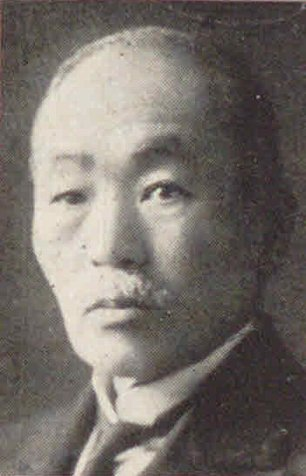
西村丹治郎

西村 丹治郎（にしむら たんじろう、慶應2年10月22日（1866年11月28日） - 昭和12年（1937年）12月20日）は、日本の衆議院議員（憲政本党→立憲国民党→革新倶楽部→立憲民政党）。

## 経歴
備中国下道郡秦村（現在の岡山県総社市）の板野家に生まれ、高梁町の西村鶴太郎の養子となった。1890年（明治23年）、東京専門学校（現在の早稲田大学）政治経済科を卒業した。卒業後は2年にわたって欧米に留学して、政治学・経済学を学び、帰国後は新聞記者の職に従事した。
1902年（明治35年）、第7回衆議院議員総選挙に出馬し、当選。以後、14回の当選を重ねた。その間、第2次若槻内閣で農林政務次官を務めた。

## 栄典
- 1931年（昭和6年）5月14日 - 勲二等瑞宝章[4]